# Ogród nauk
Ogród nauk – zbiór esejów i przekładów poetyckich Czesława Miłosza wydany w 1979 w Paryżu przez Instytut Literacki jako 306. tom  Biblioteki „Kultury”. 
Książka, którą twórca określił jako „prywatną księgę różności”,  składa się z trzech części. Pierwsza zawiera eseje m.in. o tak znaczących dla pisarza twórcach jak Blake, Mickiewicz czy Dostojewski, a także teksty: Gorliwość, Koszta gorliwości, Piasek w klepsydrze, Rzeczywistość, Ziemia jako raj, Dehumanizacja sztuki, Saligia (o siedmiu grzechach głównych), O piekle, O twórcach,  Język, narody, Strefa chroniona, Polonistyka, Niemoralność sztuki. Były to przedruki z paryskiej „Kultury”, głównie z 1977 r. 
Część druga, poprzedzona wstępem zatytułowanym Gorliwość tłumacza, obejmuje antologię opatrzonych obszernymi komentarzami przekładów wierszy: Wystana Audena, Charles’a Baudelaire’a, Nuchim Bomse, Williama Cowpera, Thomasa Mertona, Oskara W. Miłosza, Yeatsa, Venclovy, Walta Whitmana oraz  Robinsona Jeffersa. 
Całość zamyka przekład Księgi Eklezjasty, który jako pierwodruk ukazał się na łamach „Tygodnika Powszechnego” w 1977 (nr 11 i 12).

## Wydania polskie
- Paryż: Instytut Literacki, 1979, 1981, 1988
- Warszawa: Książnica Literacka, 1984
- Lublin: Redakcja Wydawnictw Katolickiego Uniwersytetu Lubelskiego, 1986 (ocenzurowane)
- Kraków: Znak, 1998
- Lublin: Norbertinum, 1991 (pierwsze pełne wydanie krajowe)
- Kraków: Społeczny Instytut Wydawniczy Znak, 2013

## Przekłady na języki obce
- Saligia a jiné eseje, Brno: Barrister and Principal 2005
- L’immoralité de l'art, Paris: Editions Fayard 1988

## Wybrane recenzje
- Lektor (Fiałkowski Tomasz), „Tygodnik Powszechny” 1991, nr 41, s. 8.
- Lektor (Fiałkowski Tomasz), „Tygodnik Powszechny” 1998, nr 24, s. 14.
- M.K., „Literatura” 1998, nr 7/8, s. 77.